# Spojené státy americké na Zimních olympijských hrách 2002
Spojené státy americké na Zimních olympijských hrách 2002 reprezentovalo 202 sportovců (115 mužů a 87 žen) v 15 sportech.

## Medailisté
| Medaile | Jméno | Sport                | Disciplína                 |
| ------- | --- | -------------------- | -------------------------- |
| Zlato   | Jill Bakken Vonetta Flowers | Boby                 | Dvojbob                    |
| Zlato   | Sarah Hughesová | Krasobruslení        | Ženy jednotlivci           |
| Zlato   | Apolo Ohno | Short track          | Muži 1 500 m               |
| Zlato   | Jimmy Shea | Skeleton             | Muži                       |
| Zlato   | Tristan Galeová | Skeleton             | Ženy                       |
| Zlato   | Ross Powers | Snowboarding         | Muži U-rampa               |
| Zlato   | Kelly Clarková | Snowboarding         | Ženy U-rampa               |
| Zlato   | Casey FitzRandolph | Rychlobruslení       | Muži 500 m                 |
| Zlato   | Derek Parra | Rychlobruslení       | Muži 1 500 m               |
| Zlato   | Chris Wittyová | Rychlobruslení       | Ženy 1 000 m               |
| Stříbro | Bode Miller | Alpské lyžování      | Muži kombinace             |
| Stříbro | Bode Miller | Alpské lyžování      | Muži obří slalom           |
| Stříbro | Todd Hays Garrett Hines Randy Jones Bill Schuffenhauer | Boby                 | Čtyřbob                    |
| Stříbro | Joe Pack | Akrobatické lyžování | Muži akrobatické skoky     |
| Stříbro | Travis Mayer | Akrobatické lyžování | Muži boule                 |
| Stříbro | Shannon Bahrkeová | Akrobatické lyžování | Ženy boule                 |
| Stříbro | Tony Amonte Tom Barrasso Chris Chelios Adam Deadmarsh Chris Drury Mike Dunham Bill Guerin Phil Housley Brett Hull John LeClair Brian Leetch Aaron Miller Mike Modano Tom Poti Brian Rafalski \|Mike Richter Jeremy Roenick Brian Rolston Gary Suter Keith Tkachuk Doug Weight Mike York Scott Young | Lední hokej          | Turnaj mužů                |
| Stříbro | Chris Bailey Laurie Baker Karyn Bye Julie Chu Natalie Darwitz Sara Decosta Tricia Dunn-Luoma Cammi Granatová Courtney Kennedy Andrea Kilbourne Katie King Shelley Looney Sue Merz Allison Mleczko Tara Mounsey Jenny Potter Angela Ruggiero Sarah Tueting Lyndsay Wall Krissy Wendell               | Lední hokej          | Turnaj žen                 |
| Stříbro | Mark Grimmette Brian Martin | Saně                 | Dvojice                    |
| Stříbro | Apolo Ohno | Short track          | Muži 1 000 m               |
| Stříbro | Lea Ann Parsley | Skeleton             | Ženy                       |
| Stříbro | Danny Kass | Snowboarding         | Muži U-rampa               |
| Stříbro | Derek Parra | Rychlobruslení       | Muži 5 000 m               |
| Bronz   | Mike Kohn Doug Sharp Brian Shimer Dan Steele | Boby                 | Čtyřbob                    |
| Bronz   | Timothy Goebel | Krasobruslení        | Muži jednotlivci           |
| Bronz   | Michelle Kwanová | Krasobruslení        | Ženy jednotlivci           |
| Bronz   | Clay Ives Chris Thorpe | Saně                 | Dvojice                    |
| Bronz   | Rusty Smith | Short track          | Muži 500 m                 |
| Bronz   | Jarret Thomas | Snowboarding         | Muži U-rampa               |
| Bronz   | Chris Klug | Snowboarding         | Muži paralelní obří slalom |
| Bronz   | Kip Carpenter | Rychlobruslení       | Muži 500 m                 |
| Bronz   | Joey Cheek | Rychlobruslení       | Muži 1 000 m               |
| Bronz   | Jennifer Rodriguezová | Rychlobruslení       | Ženy 1 000 m               |
| Bronz   | Jennifer Rodriguezová | Rychlobruslení       | Ženy 1 500 m               |